# Koichi Oshima
Koichi Oshima, född den 17 juni 1967, är en japansk idrottare som tog brons i baseboll vid olympiska sommarspelen 1992 i Barcelona.